# Prudentópolis
Prudentópolis – miasto i gmina w Brazylii, w stanie Parana. Znajduje się w mezoregionie Sudeste Paranaense i mikroregionie Prudentópolis.